# Sokolovac
Sokolovac je vesnice a správní středisko stejnojmenné opčiny v Chorvatsku v Koprivnicko-križevecké župě. Nachází se asi 9 km jihozápadně od Koprivnice a asi 16 km severovýchodně od města Križevci. V roce 2011 žilo v Sokolovaci 464 obyvatel, v celé opčině pak 3 417 obyvatel. Znak opčiny obsahuje bílého sokola sedícího na stromě na tmavě modrém pozadí, její vlajka obsahuje uprostřed znak a jinak je celá tmavě zelená.
Součástí opčiny je celkem 32 trvale obydlených vesnic.
- Brđani Sokolovački – 50 obyvatel
- Domaji – 176 obyvatel
- Donja Velika – 91 obyvatel
- Donjara – 26 obyvatel
- Donji Maslarac – 74 obyvatel
- Gornja Velika – 95 obyvatel
- Gornji Maslarac – 42 obyvatel
- Grdak – 85 obyvatel
- Hudovljani – 135 obyvatel
- Jankovac – 41 obyvatel
- Kamenica – 17 obyvatel
- Ladislav Sokolovački – 120 obyvatel
- Lepavina – 200 obyvatel
- Mala Branjska – 60 obyvatel
- Mala Mučna – 81 obyvatel
- Mali Botinovac – 15 obyvatel
- Mali Grabičani – 193 obyvatel
- Mali Poganacn – 141 obyvatel
- Miličani – 147 obyvatel
- Paunovac – 30 obyvatel
- Peščenik – 79 obyvatel
- Prnjavor Lepavinski – 58 obyvatel
- Rijeka Koprivnička – 68 obyvatel
- Rovištanci – 57 obyvatel
- Sokolovac – 464 obyvatel
- Srijem – 213 obyvatel
- Široko Selo – 32 obyvatel
- Trnovac Sokolovački – 104 obyvatel
- Velika Branjska – 31 obyvatel
- Velika Mučna – 339 obyvatel
- Veliki Botinovac – 88 obyvatel
- Vrhovac Sokolovački – 65 obyvatel

Dříve byly součástí opčiny i vesnice Brajinska, Kapelska Velika a Maslarac, ty však později zanikly.
Sokolovacem procházejí silnice D41 a župní silnice Ž2139 a Ž2181, blízko protéká říčka Koprivnička rijeka.